# Krumhermersdorf
Krumhermersdorf ist ein Stadtteil der Großen Kreisstadt Zschopau im Erzgebirgskreis.

## Geografie

### Lage und Ausdehnung
Die Flur dehnt sich aus vom Nesselgrund im Nordosten bis zur alten Zschopauer Straße mit den Ganshäusern im Südwesten. Von der Zschopau im Norden steigt die Flur von dort etwa 310 bis auf etwa 610 m ü. NN südlich der Augustusburger Straße im Süden. Unweit des südlichen Ortsendes liegt der 597,8 m ü. NN hohe Pilzhübel.

### Nachbarorte
|          | Waldkirchen                                 |           |
| Zschopau | Kompassrose, die auf Nachbargemeinden zeigt | Börnichen |
| Hohndorf |                                             |           |

## Geschichte

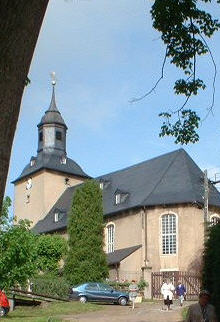
Kirche des Ortes

Der Ort wurde wahrscheinlich in der zweiten Hälfte des 12. Jahrhunderts, im selben Zeitraum wie viele andere Orte der Umgebung, gegründet. Die Besiedlung des Gebietes wurde vom Kloster Hersfeld stark gefördert. Der Ort hieß zunächst Hermansdorf bzw. Hermersdorf. 1323 wurden er und andere Orte der Umgebung den Rittern von Schellenberg (deren Burg der Vorgängerbau der heutigen Augustusburg war) weggenommen, weil sie sich angeblich als Raubritter betätigt hatten. Die neuen Grundherren wurden die von Waldenburg. In diese Zeit fällt die erste schriftliche Erwähnung des Ortes: 1369.
Im 15. Jahrhundert entdeckte man auf der Flur des Ortes nahe dem Fluss Zschopau Silbererz. Der diesbezügliche Bergbau blieb jedoch immer unbedeutend. Heute werden die Stollen durch eine Arbeitsgemeinschaft wiederhergestellt und als Besucherbergwerk der Öffentlichkeit zugänglich gemacht. Als besonderes Mineral findet man hier in der „Heiligen Dreifaltigkeit Fundgrube“ Pyromorphit.
Im Zuge der Reformation, die in diesem Teil Sachsens 1539 Einzug hielt, wurde Krumhermersdorf eigenständige Parochie. 1567 erhielt Cornelius von Rüxleben, Jägermeister Augusts von Sachsen den Ort, der nun Krummen-Hermsdorf genannt wurde (erstmals 1539/40: Krom Hermeßdorffe). Von 1654 bis 1780 gehörte der Ort im Amt Augustusburg der Familie von Metzsch. Deren Mitglieder waren die ersten Grundherren, die im Ort selbst wohnten.
Das älteste Kirchenbuch des Ortes (ab 1613) berichtet, dass Krumhermersdorf im Dreißigjährigen Krieg durch die Soldaten des Generals Holck völlig zerstört wurde. Unmittelbar dadurch oder an einer folgenden Pestepidemie kamen damals 700 Einwohner um (ca. 90 %). Die jetzige Kirche wurde 1756 erbaut. 1845 gab es im Ort zwei Schulen. Die Freiwillige Feuerwehr wurde 1882 gegründet. 1909 erhielt Krumhermersdorf Anschluss ans Elektrizitätsnetz.
Nach 1700 ließen sich die ersten Strumpfwirker im Ort nieder. Dieses in Heimarbeit betriebene Gewerbe entwickelte sich neben der Landwirtschaft nach und nach zum Haupterwerb der Krumhermersdorfer. Der Verdienst war jedoch schlecht, denn die Heimarbeiter waren meist gezwungen, Materialkauf und Verkauf über Verleger abzuwickeln. Im 19. Jahrhundert bauten diese Verleger Strumpffabriken, wodurch die uneffektivere Heimarbeit aufhörte. Eine Absatzkrise führte 1888 zur zeitweiligen Schließung der Krumhermersdorfer Strumpffabriken. Zur sozialen Absicherung der betroffenen Arbeiter ließ die Gemeinde vier Wochen unentgeltlich Essen ausgeben, was dem Ort den Spitznamen Suppenland einbrachte. Zu Beginn des 20. Jahrhunderts gab es in Krumhermersdorf drei Strumpffabriken, eine Korsettfabrik und eine Handwagenfabrik.
Die zentrale Wasserversorgung wurde 1928 in Betrieb genommen. Bei einem Luftangriff, der ursprünglich Zschopau gegolten hatte, wurden in der Nacht vom 14. zum 15. Februar 1945 25 Häuser und 19 Scheunen zerstört sowie 134 Häuser und 28 Scheunen und Wirtschaftsgebäude beschädigt. 19 Menschen starben im Bombenhagel.
Eine der Strumpffabriken wurde 1963 für die Herstellung von Tischtennisbällen umgebaut. 2004 war nur noch eine der Strumpffabriken in Betrieb. Viele Einwohner arbeiteten im 20. Jahrhundert auch im VEB Motorradwerk Zschopau (MZ). Seit 1990 finden bis zu 50 % der arbeitsfähigen Einwohner keine Arbeit. Besonders die jungen Leute wandern daher in die alten Bundesländer ab.
Am 1. Januar 1999 wurde Krumhermersdorf nach Zschopau eingemeindet.

## Entwicklung der Einwohnerzahl
| Jahr | Einwohnerzahl                                         |
| ---- | ----------------------------------------------------- |
| 1551 | 30 besessene Mann, 47 Gärtner, 12 Inwohner, 28½ Hufen |
| 1764 | 40 besessene Mann, 14 Gärtner, 75 Häusler, 29 Hufen   |
| 1834 | 1523                                                  |
| 1871 | 2361                                                  |

| Jahr | Einwohnerzahl |
| ---- | ------------- |
| 1890 | 2382          |
| 1910 | 2333          |
| 1925 | 2409          |
| 1939 | 2730          |

| Jahr | Einwohnerzahl |
| ---- | ------------- |
| 1946 | 2523          |
| 1950 | 2530          |
| 1964 | 2315          |
| 1990 | 1788          |

## Statistik
Nach 1945 hatte es durch Flüchtlinge und Vertriebene zeitweise über 3000 Einwohner. Danach sank diese Zahl auf etwa 2000 Einwohner. Nach 1989 sank sie erneut und lag 2007 bei etwa 1700 Einwohnern.
Zum Ort gehören die Ortsteile Ganshäuser und Feldgüter sowie die Streusiedlungen an der Börnichener Landstraße. Straßen verbinden Krumhermersdorf direkt mit Zschopau, Waldkirchen und der Börnichener Landstraße. Nach Zschopau und Börnichen gibt es eine Busverbindung.
Der Ort hat seit ungefähr 1400 eine eigene Kirche. Die heutige Kirche wurde 1756 gebaut.

## Trivia

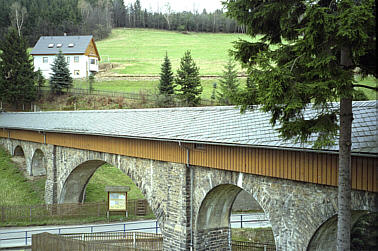
Aquädukt über das Tal als Bestandteil des „Talsperrensystems Mittleres Erzgebirge“

- 1907 wurde von der benachbarten Talsperre Neunzehnhain eine Rohwasserüberleitung zur Talsperre Einsiedel gebaut. Das Aquädukt von Krumhermersdorf überspannt mit einer Brücke mit großen Bögen das Dorftal. (⊙). Eine stilisierte Darstellung dieser Brücke wurde Bestandteil des Ortswappens.
- In den 1980er Jahren stieg die örtliche Fußballmannschaft Aufbau bis in die zweitklassige DDR-Liga auf und belegte in ihrer Staffel einmal den zweiten Platz, eine damals viel beachtete Leistung. Nachdem die bedeutende Förderung durch das Kühlschrankwerk dkk Scharfenstein nach 1989 entfiel, konnte dieses Niveau nicht gehalten werden.
- Krumhermersdorf liegt genau auf halbem Weg zwischen Halle und Prag an einem schon vor 1200 genannten Fernhandelsweg, auf dem früher Salz nach Böhmen transportiert wurde.